# Xbox 360 S
Xbox 360 S (S от англ. Slim — тонкий) — игровая приставка седьмого поколения. Обновлённая и доработанная Xbox 360, Xbox 360 S конкурирует с PlayStation 3 и Nintendo Wii в качестве части седьмого поколения игровых систем. Как и в прошлых версиях Xbox 360, сервис Xbox Live позволяет играть по сети, загружать разнообразный контент — демоверсии, трейлеры, музыку, ТВ-шоу и т. п. Доступны три варианта комплектации приставки: Xbox 360 S 500GB, Xbox 360 S 250GB, Xbox 360 S 4GB. Приставка с 500 и 250 GB имеет сменный жёсткий диск, а 4 GB — встроенную flash память и возможность подключать сменный жёсткий диск. Также все варианты приставок выпускаются ещё и в комплекте с Kinect.
15 июня 2010 года состоялся официальный анонс и запуск игровой приставки во всём мире одновременно. В России запуск продаж начался 29 сентября 2010 года.
Слухи о «S» версии Xbox 360 ходили задолго до официального анонса. И 15 июня 2010 года Microsoft подтвердили их на выставке E3, объявив о прекращении производства старых версий Xbox 360 и скором старте продаж усовершенствованной версии консоли.

## Технические характеристики
Новой особенностью стала защита от перегрева: Xbox 360 автоматически выключается, когда температура приближается к критической. После того, как температурный режим нормализуется (кнопка питания перестанет мигать красным), можно продолжать работу. Частые перегревы консоли будут свидетельствовать о недостаточной вентиляции вокруг приставки. Благодаря установке активного охлаждения на процессор, удалось добиться значительного уменьшения перегревов. Более того, Xbox 360 Slim гораздо тише своих старших собратьев, на привод приставки установлены шумоизоляционные подушки, на радиаторе процессора установлен кулер с широкими лопастями, жесткий диск приставки установлен теперь внутрь корпуса в специальный кейс с дополнительной шумоизоляцией, благодаря этому уровень шума консоли упал до рекордных 20-25 дБ. Для сравнения, шум издаваемый прошлыми ревизиями консоли, в частности Jasper, достигал 40-50 дБ.
Процессор: Vejle

Чип изготовленный по 45-нм технологии, на котором размещены CPU и GPU, состоит из 372 миллионов транзисторов и изготавливается по технологии SOI (silicon-on-insulator). Это шестой вариант чипов для Xbox 360. Предыдущие Xenon и Zephyr использовали 90-нм технологию, а Falcon, Opus и Jasper — 65-нм.
Таким образом, при работе над аппаратной стороной нового Xbox 360 компания сделала то, что несколько лет не удавалось AMD в её проекте Fusion.
Так же удалось значительно снизить энергозатраты. В рабочем режиме xbox 360 slim потребляет 70,4 Вт, то есть на 33,5 % ниже, чем xbox 360 Jasper (105,9 Вт). Если сравнивать с первой консолью 2005 г. (Xenon), энергопотребление уменьшилось на 42 %. В выключенном режиме Xbox 360 Slim потребляет всего 0,6 Вт по сравнению с 2 Вт, которые потребляет Jasper, и 2,8 Вт у Xenon. Помимо улучшения работы консоли добавили новые сенсорные кнопки. Для включения или выключения Xbox 360 slim или выдвижения лотка дисковода достаточно касания. Интегрирован Wi-Fi: 802.11a/b/g/n. В новой консоли отсутствуют разъемы для карт памяти (Memory Units), так как новая версия системного ПО позволила всем консолям Xbox 360 использовать USB-носители в качестве карт памяти, поэтому в использовании специальных карт памяти нет необходимости.
Разъемы:
- AV-выход
- 1 порт HDMI
- Оптический порт для вывода звука 5.1.
- USB портов пять: три на задней панели и два спереди.
- порт Ethernet
- TOSLINK S/PDIF
- Специальный разъем для Kinect

## Дополнительные аксессуары
New Xbox 360 Gamepad — Компания Microsoft на днях сообщила, что планирует представить в ноябре новый контроллер для своей игровой приставки Xbox 360. Первое, что бросается в глаза — это обновлённый дизайн. Здесь вместо белого цвета корпуса и цветных кнопок используется более тёмный пластик с черной периферией. Кнопки окрашены в различные оттенки серого.
Однако устройство отличается не только внешним видом. Разработчики уделили пристальное внимание D-pad, чтобы он работал лучше. Повелитель Ларри «Major Nelson» Херб отметил, что многим игрокам текущая реализация работы D-Pad не нравилась. Новый D-Pad стал значительно выше и удобнее в использовании.
Kinect — Контроллер нового поколения, работающий без тактильного контакта с игроком.

## Защита от копирования
Как и многие консоли, Xbox 360 Slim оснащена системой защиты от копирования, допускающей запуск игр только с лицензионных дисков. Но консоль Slim также оснащена дополнительной системой блокировки, при обнаружении модификации привода в консоли приставка блокирует запуск любых игровых дисков на нем, возможность проигрывания дисков возвращается только после возврата оригинального программного обеспечения привода.

## Красное кольцо смерти
Вместо двухцветных светодиодов кольцо вокруг кнопки включения новой консоли состоит из одноцветных зелёных. Ошибки в работе консоли теперь отображаются с помощью переключения центрального светодиода в красный цвет. Мигающий индикатор обозначает перегрев приставки, а его непрерывное свечение — аппаратную проблему (аналогично «трём огням смерти» на оригинальном Xbox 360), которая нередко связана с плохим контактом GPU. При этом в некоторых случаях на экране ТВ или монитора отображается код ошибки в виде Exx (где x — цифры) — этот тип ошибок аналогичен «одному огню смерти» на старой консоли.

## Комплектации
Информация ниже основана на последних спецификациях системы.
| Модель                   | 500 320 250GB Slim/S/E          | 4GB Slim/S/E   |
| ------------------------ | ------------------------------- | -------------- |
| Основной цвет            | Черный матовый (с августа 2011) | Черный матовый |
| Цвет трея                | Чёрный матовый (с августа 2011) | Черный матовый |
| Объём жёсткого диска     | 500, 320, 250 Гб                | Нет            |
| Геймпад в комплекте      | Беспроводной                    | Беспроводной   |
| Провод Ethernet          | Да                              | Да             |
| Встроенный Wi-Fi         | Да                              | Да             |
| Гарнитура                | Да                              | Нет            |
| Беспроводная гарнитура   | Нет                             | Нет            |
| Выход HDMI               | Да                              | Да             |
| Компонентный видеокабель | Нет                             | Нет            |
| Композитный видеокабель  | Да                              | Да             |
| Подписка Xbox Live Free  | Да                              | Да             |
| Подписка Xbox Live Gold  | Да, 1(3)месяц                   | Да,1 месяц     |
| Кабель HDMI              | Да                              | Нет            |

### Xbox 360 S 250GB: Halo: Reach
Компания Microsoft представила новый набор для поклонников игры Halo: Reach. В комплект издания за $450 входит специальная дизайнерская версия консоли Xbox 360 250GB с корпусом металлического серого цвета, 250-гигабайтным жестким диском, модулем Wi-fi и стилизованными беспроводными геймпадами, а также стандартное издание боевика Halo: Reach.

## Аппаратные ревизии
Существует две ревизии плат Xbox 360 S — Trinity и Corona. В ревизии Corona, в частности, был удалён HANA-чип (его функциональность встроена в южный мост). Это было сделано для противодействия некоторым способам взлома платы.
Эти ревизии различаются силой тока: 10.83 A у Trinity и 9.86 A у Corona.